# 사막솜꼬리토끼
사막솜꼬리토끼 또는 오듀본솜꼬리토끼(Sylvilagus audubonii)는 토끼과에 속하는 신대륙 솜꼬리토끼의 일종이다. 몬태나주 동부에서 텍사스주 서부까지의 미국 서부 지역과 멕시코 북부와 중부 지역에서 발견된다. 이 분포 지역은 네바다주 중부와 캘리포니아주 남부와 바하칼리포르니아주에 이르는 서쪽 지역까지 확장되기도 한다.